# Hiromi Katagiri
Hiromi Katagiri (jap. 片桐 ひろみ, Katagiri Hiromi; * 11. Juli 1973) ist eine japanische Fußballtrainerin und ehemalige Fußballspielerin.

## Karriere
Katagiri spielte mit 18 Jahren für den Fujita Tendai SC Mercury in Hiratsuka, der sich 1995 in Fujita SC Mercury umbenannte. Zur Saison 1998/99 wurde sie vom Bundesligisten FCR Duisburg 55 verpflichtet, dem sie bis Saisonende 1999/2000 angehörte und am Ende ihrer letzten Spielzeit mit der Mannschaft die Deutsche Meisterschaft gewann. 
Zur Saison 2000/01 wechselte sie zum Ligakonkurrenten FFC Flaesheim-Hillen, für den sie 21 Punktspiele bestritt und mit ihm am 26. Mai 2001 ins DFB-Pokal-Finale gelangte, dieses aber gegen den 1. FFC Frankfurt mit 1:2 verlor, obwohl es zur Halbzeit noch 1:0 gestanden hatte. Aufgrund finanzieller Probleme wurde lange über einen Beitritt des Vereins zum FC Schalke 04 verhandelt. Nachdem dies gescheitert war, warf die Vereinsführung das Handtuch. Der Verein ging in die Insolvenz und wurde aufgelöst, obwohl sportlich mit dem fünften Platz die Klasse auch im zweiten Jahr nach dem Aufstieg gehalten werden konnte.
Mit Auflösung des Vereins wechselte sie zum Bundesligisten FC Bayern München, für den sie in der Saison 2001/02 ebenfalls 21 Punktspiele bestritt.
Anschließend – nach Japan zurückgekehrt – spielte sie in der Saison 2002/03 für Saitama Reinas (heute: Urawa Red Diamond Ladies) dem Frauenfußballverein des Erstligisten Urawa Red Diamonds und ab 2004 für Albirex Niigata Ladies, bei dem sie 2007 ihrer Spielerkarriere beendete.

## Erfolge
- Deutscher Meister 2000 (mit dem FCR Duisburg 55)
- DFB-Pokal-Finalist 2001 (mit dem FFC Flaesheim-Hillen)

## Sonstiges
Zwischen 2004 und 2006 war sie zudem Dozentin am Japan Soccer College, 2012 Beraterin der U-15-Mannschaft von Friendly Club und ist seit 2013 Coach ihres letzten Vereins Albirex Niigata Ladies.